# Ygdrassil
Ygdrassil was een Nederlandse folkband, actief van 1991 tot 2007, bestaande uit Linde Nijland en Annemarieke Coenders.

## Geschiedenis
De band werd opgericht in 1991 door Linde en Annemarieke en opereerde vanuit Groningen. De twee singer/songwriters stonden al jong op Noorderslag en Lowlands en brachten hun debuut uit in 1995. De naam van de band is afgeleid van Yggdrasil, de levensboom uit de Noordse mythologie. In 2004 kwam multi-instrumentalist Bert Ridderbos erbij.
Hun muziek wordt gekenmerkt door de harmonieën tussen de stemmen van de twee zangeressen. Qua stijl is de muziek het meest geïnspireerd door Engelse en Amerikaanse folk. Ze zongen zowel eigen nummers (waarvan sommige klinken alsof het oeroude, allang bestaande volksliedjes zijn) als traditionals en folkklassiekers.
Ygdrassil maakte 5 albums en een dvd en trad op in Nederland, Engeland, Duitsland, Estland en België. In de zomer van 2007 stopte de band voorlopig met een afscheidsconcert op het festival Folk in de Walden. Linde, die al een aantal soloprojecten (zoals 'Linde Nijland sings Sandy Denny') had gedaan, bleef met muziek in haar levensonderhoud voorzien. Met Bert Ridderbos maakte ze o.a. een muzikale reis per Land Rover naar het Himalayakoninkrijk Bhutan (door onder andere Servië, Iran, Pakistan, India), samen met een filmer. De dvd + cd 'A Musical Journey' van haar reis kwamen begin 2011 uit. In 2009 stond ze in de Barbican Hall in Londen tijdens een 'All Star' Fairport Convention reünieconcert, met onder andere Richard Thompson op uitnodiging van Joe Boyd. In 2014 verscheen haar cd 'I am here'.  Annemarieke was naast haar muziekcarrière al beeldend kunstenares. Zij begon nu een samenwerking met drummer Wim Sebo en bracht in 2010 het album "Go" uit, gevolgd door "Making heaps digging holes" in 2012. In 2013 eindigde de samenwerking tussen Annemarieke en Wim Sebo. Bert speelde al vóór Ygdrassil in de Groningse band Törf.
In de zomer van 2015 stonden eenmalig drie reünieconcerten van de groep gepland, op Parkfest (Eindhoven), het Noordfolk Festival (Veenhuizen) en in Zaandam (Roots aan de Zaan).

## Leden
- Linde Nijland: sopraan, gitaar
- Annemarieke Coenders: alt, gitaar
- Bert Ridderbos: gitaren, banjo, accordeon, bouzouki, cittern

## Discografie

### Albums
- Ygdrassil (1995)
- Pieces (1997)
- We visit many places (2000)
- Nice days under darkest skies (2002)
- Easy sunrise (2005)
- DVD Live at the Folkwoods Festival 2006 (2008)

Ygdrassil werkte mee aan:
- Naakt en Levend Sido Martens (2006)
- Thanksgiving Si Kahn (2007)

### Singles
- Water (1995)
- One morning in the springtime (2002)
- The garden of Jane Delawney (2005)

### Coverversies van Ygdrassil nummers
- Lindes nummer The Sea werd opgenomen door Twarres op hun cd-single Children uit 2001.

### Soloalbums Linde Nijland
- Visman (1999)
- Linde Nijland sings Sandy Denny (2003)
- Winterliederen (2007) (met Bert Ridderbos & Henk Scholte)
- A Musical Journey (2011)
- I am here (2014)

### Soloalbums Annemarieke Coenders
- Go (2010) (met Wim Sebo)
- Making heaps digging holes (2012) (met Wim Sebo)